# Uranotaenia pylei
Uranotaenia pylei är en tvåvingeart som beskrevs av Francisco E. Baisas 1946. Uranotaenia pylei ingår i släktet Uranotaenia och familjen stickmyggor.
Artens utbredningsområde är Filippinerna. Inga underarter finns listade i Catalogue of Life.